# Gerhard Schebler
Gerhard Schebler (* 3. Oktober 1969 in Duisburg) ist ein deutscher Schachgroßmeister.

## Leben
Schebler spielt seit seinem zwölften Lebensjahr Schach. Er erhielt vom Weltschachbund FIDE den Titel Internationaler Meister im Jahr 1995 verliehen, seit November 2004 trägt er den Titel Großmeister (GM). Die GM-Normen erfüllte er in den Saisons 2001/02 und 2002/03 der niederländischen Meesterklasse sowie im Juli 2004 beim A-Skanska Open in Pardubice.
Schebler ist ein professioneller Spieler und außerdem als Trainer aktiv. Im Juli 1998 holte er 7 Punkte aus 11 Partien beim Open A der Dortmunder Schachtage.

## Vereine
In der deutschen Schachbundesliga spielte Schebler von 1995 bis 1997 für den PSV/BSV Wuppertal und von 2004 bis 2011 für den SV Mülheim-Nord, dessen Mitglied er von 1998 bis 2011 war. Mit Mülheim nahm er auch am European Club Cup 2008 teil. In der niederländischen Meesterklasse spielte er von 1998 bis 2005 für den Enscheder Verein ESGOO, in den Saisons 2008/09 und 2010/11 für die Schaakvereniging Voerendaal. In Belgien spielte er für den KSK 47 Eynatten, mit dem er 2005, 2006, 2010 und 2011 belgischer Mannschaftsmeister wurde und dreimal am European Club Cup teilnahm, in Luxemburg für De Sprénger Echternach, mit dem er 2006 Meister wurde. 